# إيلينا تزينغو
إلينا تزينغو (باليونانية: Ελίνα Τζένγκο، بالألبانية: Elina Xhengo؛ ولدت في 2 سبتمبر 2002) هي لاعبة رمي الرمح يونانية فازت بالميدالية الذهبية في بطولة أوروبا لألعاب القوى 2022، لتصبح أصغر بطلة رمي الرمح وبطلة أوروبا اليونانية على الإطلاق. حصلت أيضاً على الميدالية الفضية والميدالية الذهبية في بطولة العالم وبطولة أوروبا تحت 20 عامًا 2021 على التوالي.

## نشأتها
ولدت إلينا تسينجكو في اليونان لأبوين مهاجرين ألبانيين ونشأت في نيا كاليكراتيا، خالكيذيكي. لديها شقيقتان أكبر منها. عندما كانت في المدرسة الابتدائية، انضمت إلى النادي الرياضي أ.س. كينتافروس نيس كاليكراتياس، بدأت تعامل مع رياضة رمي الرمح في سن الحادية عشرة. حصلت على الجنسية اليونانية في 22 يونيو 2018.  بدأت الدراسة في كلية التربية البدنية وعلوم الرياضة بجامعة أرسطو في سالونيك في عام 2021.
| الجوائز و الإنجازات | الجوائز و الإنجازات                              | الجوائز و الإنجازات |
| ------------------- | ------------------------------------------------ | ------------------- |
| سبقه فيمكه بول      | النجمة الصاعدة الأوروبية للسيدات لهذا العام 2022 | تبعه Incumbent      |